# Tony Bennett (basket-ball)
Pour les articles homonymes, voir Bennett.
Anthony Guy « Tony » Bennett, né le 1er juin 1969 à Green Bay dans le Wisconsin, est un ancien joueur américain de basket-ball. Il évoluait au poste de meneur de jeu.
Après sa carrière de joueur, il devient entraineur assistant dans plusieurs clubs américains.
Il a été entraîneur-chef des Cavaliers de la Virginie de 2009 jusqu'à l'annonce de sa retraite peu avant la saison 2024-2025